# 佐藤美砂
佐藤 美砂（さとう みさ、1980年5月28日 - ）は、東京都出身の元ストリッパー。
身長155cm、スリーサイズ はB83cm・W58cm・H80cm。血液型はO型。

## 略歴
2004年10月11日、ストリップ浜劇でデビュー。
川崎ロック座所属のストリッパーとして、全国各地の劇場で活躍。
2008年1月、自身のブログで引退を表明。

## 人物
趣味は音楽、カラオケ、買物、犬と遊ぶこと。
好きなものは、ティンカーベル、グルーミー。食べ物では甘い物。飲み物ではカフェラテ、カフェオレ、レモンウォーター。煙草はバージニア・ワン。
嫌いなものは辛いもの、香草類。
劇場での差し入れ希望はスターバックスのキャラメルマキアートの他、「好きな物なら何でも」とのこと。